# Госпа Ширин
Госпа Ширин (شیریں خاتون) била је једна од конкубина османског султана Бајазита II те мајка принца Абдулаха. Њено име значи "слатка".
Релативно се мало зна о овој жени. Дала је саградити гробницу за свог сина, у којој је и сама покопана.